# Archithosia
Archithosia is een geslacht van vlinders van de familie van de spinneruilen (Erebidae). De wetenschappelijke naam van dit geslacht is voor het eerst voorgesteld door Sven Jørgen Rolf Birket-Smith in een publicatie uit 1965. De soorten in dit geslacht komen in het Afrotropisch gebied voor.

## Soorten
- Archithosia costimacula (Mabille, 1878)
- Archithosia discors (Kiriakoff, 1958)